# 쿠로코의 농구
《쿠로코의 농구》(일본어: 黒子のバスケ 구로코노 바스케[*], 영어: THE BASKETBALL WHICH KUROKO PLAYS)는 후지마키 타다토시의 판타지 스포츠 장르인 일본 만화이며, 현재 슈에이샤 발행의 소년 만화잡지 《주간 소년 점프》에서 2009년 2호부터 2014년 40호까지 연재되었다. 공식 약칭은 쿠로바스(黒バス)이며, 대한민국에서는 쿠농이라는 약칭도 많이 사용되고 있다.

## 개요
약칭은 “쿠로바스”로, 화수의 단위는 “제○Q(쿼터)”이다. 부제는 작중에 등장한 대사가 사용되고 있다. 단행본의 누계 발행 부수는 30권으로, 27권 발행 당시 기준으로 2700만 부를 돌파하고 있다.
《주간 소년 점프》 2011년 43호에서 텔레비전 애니메이션화가 발표되었다. 2012년 4월부터 9월까지 제 1기, 2013년 10월부터 2014년 3월까지 제 2기, 2015년 1월부터 제 3기가 방송되었다. 또한, 반다이 남코 게임스에서 PSP 게임의 발매도 예정되어 있다.
쿠로코의 농구 방송 위원회라는 라디오가 있다. 진행은 쿠로코 테츠야 역의 오노 켄쇼와 카가미 타이가 역의 오노 유우키가 맡고 있다.

## 줄거리
농구의 강호로 알려진 테이코 중학교에서 10년에 한명 나올까한 천재 5명이 동시에 존재했었다. 그들은 “기적의 세대”라고 하였다.
시간은 흐르고, 그들은 각각 다른 고교에 진학하지만, 기적의 세대에는 하나의 소문이 있었는데, 천재 5명이 경의를 표한 선수 ‘환상의 식스맨’이 있었다는데….

## 평가

### 수상
- 제44회(2006년 11월)점프 12개 신인 만화상(단편판)
- 이 만화가 대단해! 2012년판 남성부문 6위
- 제12회 도쿄 아니메 어워드 TV 부문 우수 작품상 수상 (TV 애니메이션)[3]

## 텔레비전 애니메이션
2012년 4월부터 9월까지 MBS, TOKYO MX, BS11에서 방송되었다. 시작 부분의 나레이션은 미키 신이치로가 맡고 있다. 도쿄 국제 애니메이션 페어 2013 제12회 도쿄 애니메 어워드 TV 부문 우수 작품상을 수상했다. 2013년 4월부터 TOKYO MX와 BS11에서 재방송되었다.
2013년 10월에서 2014년 3월에 제2기가 BS11과 TOKYO MX, MBS에서 방송되었다. 제 2기는 '시즌 2'등의 표기는 되지 않았다.
2014년 6월 제3기의 제작이 발표되었다. 2015년 1월부터 BS11과 TOKYO MX, MBS에서 방송 중이다.

### 제작진
- 원작 : 후지마키 타다토시
- 감독 : 타다 슌스케
- 구성 : 타카기 노보루
- 캐릭터 디자인, 작화 감독 : 키쿠치 요코
- 소품 설정 : 이시카와 마리코
- 미술 감독 : 미타 신야
- 미술 설정 : 아오키 카오루, 카네시로 사야
- 색채 설계 : 사토 마유미
- 촬영 감독 : 아라이 에이지
- 3D CG 감독 : 이소베 켄지
- 편집 : 우에마츠 쥰이치
- 음악 : 나카니시 료스케, R·O·N
- 음향 감독 : 미마 마사후미
- 애니메이션 제작 : Production I.G
- 프로듀서 : 오오하라 유코, 아소 카즈히로, 나이토 카츠라, 사쿠라이 유우카, 후미 모리히로, 오오와다 토모유키, 마루야마 히로, 코이데 신타로

### 주제가
| 기간  | 화수          | 오프닝 테마 (전체 작사 - / 전체 작곡·편곡 - / 노래 - GRANRODEO）                 | 엔딩 테마                                                                                |
| ----- | ------------- | -------------------------------------------------------------------------------- | ---------------------------------------------------------------------------------------- |
| 제1기 | 제1Q - 제13Q  | Can Do                                                                           | Start it right away (작사·작곡·편곡 - / 노래 - ）                                        |
| 제1기 | 제14Q - 제25Q | RIMFIRE                                                                          | 가타루리즈무(カタルリズム) (작사 - YORKE. / 작곡·편곡 - R.O.N / 노래 - OLDCODEX）        |
| 제2기 | 제26Q - 제38Q | The Other self                                                                   | WALK (작사 - YORKE. / 작곡 - 加藤肇 / 편곡 - OLDCODEX·加藤肇 / 노래 - OLDCODEX）         |
| 제2기 | 제39Q - 제50Q | 変幻自在のマジカルスター                                                         | FANTASTIC TUNE (작사·작곡·편곡 - R.O.N / 노래 - ）                                       |
| 제3기 | 제51Q - 제62Q | Punky Funky Love                                                                 | GLITTER DAYS (작사 - takao / 작곡 - 鳴風 / 편곡·노래 - Fo'xTails)                        |
| 제3기 | 제63Q - 제66Q | ZERO (작사·작곡·편곡 - R.O.N / 노래 - 小野賢章）                                 | 스크린 모어(アンビバレンス) (작곡 - 勇-YOU- / 작곡·편곡 - 太田雅友 / 노래 - SCREEN mode) |
| 제3기 | 제67Q - 제75Q | 메모리즈(メモリーズ) (작곡 - 谷山紀章 / 작곡·편곡 - 飯塚昌明 / 노래 - GRANRODEO) | Lantana (작곡 - YORKE. / 작곡 - 加藤肇 / 작곡 - OLDCODEX·加藤肇 / 노래 - OLDCODEX        |

- 제2기 제50Q에만, OP 없음, ED가〈変幻自在のマジカルスター〉로 편성.

### 방영 목록
- 부제 풀이는 애니플러스의 표기를 따른다.

| 화수          | 부제 (원제 / 애니플러스)                                                     | 각본       | 그림 콘티                  | 연출                         | 작화 감독                                                                     | 액션 작감                   | 총 작화 감독      |
| 제1기         | 제1기                                                                        | 제1기      | 제1기                      | 제1기                        | 제1기                                                                         | 제1기                       | 제1기             |
| ------------- | ---------------------------------------------------------------------------- | ---------- | -------------------------- | ---------------------------- | ----------------------------------------------------------------------------- | --------------------------- | ----------------- |
| 제1Q          | 黒子はボクです 제가 쿠로코입니다                                             | 高木登     | 新留俊哉                   | 多田俊介 新留俊哉            | 窪田康高                                                                      | -                           | 菊地洋子          |
| 제2Q          | 本気です 진심이에요                                                          | 高木登     | 林直孝                     | 林直孝                       | いずみひろよ、吉田優子                                                        | -                           | 菊地洋子          |
| 제3Q          | 勝てねェぐらいがちょうどいい 이기지 못할 정도가 딱 좋아                      | 入江信吾   | 寺岡巌                     | 松澤建一                     | 高橋成之                                                                      | -                           | 菊地洋子          |
| 제4Q          | 逆襲よろしく! 역습 잘 부탁해!                                                | 根元歳三   | 亀井幹太                   | 亀井幹太                     | 小谷杏子、西畑あゆみ                                                          | 奥田陽介、秋山一則 窪田康高 | 菊地洋子          |
| 제5Q          | おまえのバスケ 너의 농구                                                     | 高木登     | 多田俊介 小村方宏治        | 小村方宏治                   | 森田史                                                                        | -                           | 菊地洋子          |
| 제6Q          | 2つ言っておくぜ 두 가지만 말해두지                                           | 入江信吾   | 新留俊哉                   | 京極義昭                     | 大導寺美穂、瀬口泉                                                            | -                           | 菊地洋子          |
| 제7Q          | すごいもん見れるわよ 굉장한 걸 볼 수 있어                                    | 根元歳三   | 林直孝                     | 林直孝                       | 佐久間康子、宮川智恵子 津島桂、小馳那乃國広道                                 | -                           | 菊地洋子          |
| 제8Q          | 改めて思いました 새삼스레 생각했어요                                         | 高木登     | 澤井幸次                   | 松澤健一                     | 高橋成之                                                                      | -                           | 菊地洋子          |
| 제9Q          | 勝つために 이기기 위해서                                                     | 入江信吾   | 山本靖貴                   | いまざきいつき               | 長屋侑利子、織田誠                                                            | -                           | 菊地洋子          |
| 제10Q         | 困ります 곤란해서요                                                          | 根元歳三   | 京極義昭                   | 京極義昭 小村方宏治          | 窪田康高、森田史                                                              | -                           | 菊地洋子          |
| 제11Q         | そんなもんじゃねえだろ 이 정도가 아니잖아                                    | 谷村大四郎 | 澤井幸次                   | 林直孝                       | 宮川智恵子、小谷杏子 津島桂                                                   | -                           | 後藤隆幸          |
| 제12Q         | 『勝利』ってなんですか 승리가 뭐죠?                                          | 入江信吾   | 小柴純弥                   | 向井雅浩                     | 門智昭                                                                        | -                           | 後藤隆幸          |
| 제13Q         | 信じてました 믿고 있었습니다                                                 | 根元歳三   | 多田俊介                   | 合津一                       | 鎌田均、小澤円                                                                | -                           | 後藤隆幸          |
| 제14Q         | そっくりだね 똑같아                                                          | 高木登     | 亀井幹太                   | 亀井幹太                     | 大導寺美穂、瀬口泉                                                            | -                           | 菊地洋子          |
| 제15Q         | 笑わせんなよ 웃기지 마                                                       | 谷村大四郎 | 小村方宏治                 | 小村方宏治                   | 石井明治                                                                      | -                           | 菊地洋子          |
| 제16Q         | やろーか 해볼까                                                              | 入江信吾   | 新留俊哉                   | 松澤建一                     | 田畑昭、澤田譲治 服部憲知                                                     | -                           | 後藤隆幸          |
| 제17Q         | ふざけた奴ばっかりだ 엄청난 녀석들뿐이군                                     | 根元歳三   | 澤井幸次                   | 京極義昭                     | 窪田康高、永島明子 飯山菜保子、津島桂                                         | 手塚響平                    | 後藤隆幸          |
| 제18Q         | 嫌だ!! 싫어!                                                                 | 平林佐和子 | 澤井幸次                   | 水本葉月 池田重隆 駒屋健一郎 | 斉藤美香、服部一郎 小谷杏子、瀬口泉 山﨑輝彦、井口真理子                      | 手塚響平                    | 後藤隆幸          |
| 제19Q         | 新しい挑戦へ 새로운 도전을 향해서                                            | 谷村大四郎 | 澤井幸次                   | 南康宏                       | かどともあき                                                                  | -                           | 後藤隆幸          |
| 제20Q         | なりたいじゃねーよ 되고 싶다가 아니야                                        | 入江信吾   | 林直孝                     | 鈴木孝聡                     | 宮川智恵子、河野真貴 大導寺美穂                                               | -                           | 後藤隆幸          |
| 제21Q         | 始めるわよ 시작한다                                                          | 根元歳三   | 川崎逸朗                   | 加戸誉夫                     | 長屋侑利子、石井明治                                                          | -                           | 菊地洋子          |
| 제22Q         | 死んでも勝つっスけど 죽어도 이길 거지만요                                    | 入江信吾   | 山本秀世                   | 小村方宏治 浜名孝行          | 森田史、下妻日紗子 耳浦朋彰                                                   | -                           | 後藤隆幸          |
| 제22.5Q (OVA) | Tip off                                                                      | 平林佐和子 | 多田俊介                   | 多田俊介                     | 小谷杏子、宮川智恵子 津島桂                                                   | -                           | 菊地洋子          |
| 제23Q         | 大人じゃねーよ! 어른이 아니거든!                                             | 根元歳三   | 松澤健一                   | 松澤健一                     | 澤田譲治、高橋成之 八尋裕子                                                   | -                           | 菊地洋子          |
| 제24Q         | カン違いしてんじゃねーよ 착각하지 마                                         | 高木登     | 京極義昭                   | 京極義昭                     | 後藤隆幸、石井明治 窪田康高、津島桂 大導寺美穂、飯山菜保子 河野真貴           | 手塚響平                    | 後藤隆幸          |
| 제25Q         | オレとおまえのバスケ 나와 너의 농구                                          | 高木登     | 多田俊介 中澤一登 川崎逸朗 | 多田俊介                     | 菊地洋子、宮川智恵子 小谷杏子、河野真貴 森田史、小村方宏治 下妻日紗子、津島桂 | 中澤一登 手塚響平           | 菊地洋子          |
| 제2기         |                                                                              |            |                            |                              |                                                                               |                             |                   |
| 제26Q         | こんな所で会うとはな 이런 데서 만날 줄이야                                   | 高木登     | 京極義昭                   | 京極義昭                     | 後藤隆幸、窪田康高 大導寺美穂                                                 | -                           | 菊地洋子 後藤隆幸 |
| 제27Q         | ウィンターカップで 윈터컵에서                                                | 平林佐和子 | 新留俊哉                   | 鈴木孝聡                     | 入江健司                                                                      | -                           | 菊地洋子 後藤隆幸 |
| 제28Q         | 始動!!! 시동!!!                                                              | 谷村大四郎 | 小村方宏治                 | 小村方宏治                   | 森田史、下妻日紗子                                                            | -                           | 菊地洋子 後藤隆幸 |
| 제29Q         | 答えはひとつに決まっている 답은 하나야                                       | 高木登     | 寺岡巌                     | 羽原久美子                   | 長屋侑利子、白井瑶子                                                          | -                           | 菊地洋子 後藤隆幸 |
| 제30Q         | 待ってたぜ 기다렸다                                                          | 入江信吾   | 工藤利春                   | 工藤利春                     | 宮川智恵子、小谷杏子                                                          | -                           | 菊地洋子 後藤隆幸 |
| 제31Q         | とうの昔に超えている 오래 전에 넘어섰어                                      | 入江信吾   | 松澤健一                   | 松澤健一                     | 田畑昭、澤田譲治 高橋成之                                                     | -                           | 菊地洋子 後藤隆幸 |
| 제32Q         | あきらめろ 포기해                                                            | 谷村大四郎 | 瀬口泉                     | 瀬口泉                       | 大導寺美穂、窪田康高                                                          | -                           | 菊地洋子 後藤隆幸 |
| 제33Q         | 誠凛高校バスケ部だ! 세이린 고교 농구부다!                                    | 根元歳三   | 鈴木孝聡                   | 鈴木孝聡                     | 入江健司、渡辺淳                                                              | -                           | 菊地洋子 後藤隆幸 |
| (OVA)         | バかじゃ勝てないのよ! 바보여도 이길 수 없어!                                 | 入江信吾   | 川崎逸朗                   | 京極義昭                     | 津島桂、飯山菜保子                                                            | -                           | 菊地洋子 後藤隆幸 |
| 제34Q         | 必ず倒す!! 반드시 꺾겠다!!                                                   | 入江信吾   | 京極義昭                   | 京極義昭                     | 小谷杏子、宮川智恵子 河野真貴、森田史 下妻日紗子                              | -                           | 菊地洋子 後藤隆幸 |
| 제35Q         | 信頼だ 신뢰다                                                                | 平林佐和子 | 寺岡巌                     | 長澤剛                       | 長屋侑利子                                                                    | -                           | 菊地洋子 後藤隆幸 |
| 제36Q         | ふざけるな 웃기지 마                                                         | 谷村大四郎 | 新留俊哉                   | 市橋佳之                     | 津島桂、飯山菜保子 藤城香菜                                                   | -                           | 菊地洋子 後藤隆幸 |
| 제37Q         | よろしゅうたのむわ 잘 부탁해                                                 | 根元歳三   | 亀井幹太                   | 瀬口泉                       | 石井明治                                                                      | -                           | 菊地洋子 後藤隆幸 |
| 제38Q         | 今度はもう絶対に 이번에는 절대로                                             | 高木登     | 新留俊哉                   | 工藤利春                     | 大導寺美穂、永島明子 窪田康高                                                 | -                           | 菊地洋子 後藤隆幸 |
| 제39Q         | ムダな努力だ 쓸데없는 노력이야                                               | 高木登     | 鈴木孝聡                   | 鈴木孝聡                     | 入江健司、渡辺淳 石井明治、瀬口泉 後藤隆幸                                    | -                           | 菊地洋子 後藤隆幸 |
| 제40Q         | 嬉しくてしょうがないと思います 엄청나게 기쁠 거예요                          | 高木登     | 京極義昭                   | 京極義昭                     | 田畑昭、高橋成之 澤田譲治                                                     | -                           | 菊地洋子 後藤隆幸 |
| 제41Q         | 今勝つんだ 지금 이길 거야                                                    | 入江信吾   | 小村方宏治                 | 小村方宏治 市橋佳之          | 森田史、下妻日紗子 耳浦朋彰                                                   | -                           | 菊地洋子 後藤隆幸 |
| 제41.5Q (OVA) | もう一回やりませんか 한 번 해보지 않겠습니까                                 | 平林佐和子 | 日色如夏 須之內佑典        | 日色如夏                     | 津島桂、窪田康高、 大導寺美穗、小谷杏子、 藤城香菜、後藤隆幸                  | -                           | 菊地洋子 後藤隆幸 |
| 제42Q         | 信じてますから 믿으니까요                                                    | 谷村大四郎 | 浜名孝行                   | 駒屋健一郎                   | 小谷杏子、津島桂 宮川智恵子、大導寺美穂                                       | -                           | 菊地洋子 後藤隆幸 |
| 제43Q         | 負けるかよ 절대 안 져                                                        | 高木登     | 新留俊哉                   | 工藤利春                     | 石井明治、藤代香菜 瀬口泉                                                     | -                           | 菊地洋子 後藤隆幸 |
| 제44Q         | 教えてください 가르쳐 주세요                                                 | 根元歳三   | ひいろゆきな               | ひいろゆきな                 | 永島明子、飯山菜保子 窪田康高                                                 | -                           | 菊地洋子 後藤隆幸 |
| 제45Q         | 軽いものなはずないだろう 가벼울 리 없잖아                                    | 入江信吾   | 新留俊哉                   | 鈴木孝聡                     | 入江健司、渡辺淳                                                              | -                           | 菊地洋子 後藤隆幸 |
| 제46Q         | 初得点!! 첫 득점!!                                                           | 谷村大四郎 | 京極義昭                   | 須之内祐典                   | 津島桂、小谷杏子 宮川智恵子、藤代香菜                                         | -                           | 菊地洋子 後藤隆幸 |
| 제47Q         | 決まってらあ 뻔하잖아                                                        | 平林佐和子 | 京極義昭 市橋佳之 浜名孝行 | 市橋佳之                     | 石井明治、大導寺美穂 飯山菜保子、山口飛鳥                                     | -                           | 菊地洋子 後藤隆幸 |
| 제48Q         | 負けたくない! 지고 싶지 않아!                                                | 根元歳三   | 小村方宏治                 | 小村方宏治                   | 耳浦朋彰、下妻日紗子 角田桂一、森田史                                         | -                           | 菊地洋子 後藤隆幸 |
| 제49Q         | もういいや 이제 됐어                                                         | 高木登     | 松澤建一                   | 松澤建一                     | 宮川智恵子、津島桂 永島明子、窪田康高 藤代香菜                                | -                           | 菊地洋子 後藤隆幸 |
| 제50Q         | 勝つ! 이기겠어!                                                              | 高木登     | 京極義昭                   | 京極義昭                     | 菊地洋子、石井明治 小谷杏子、大導寺美穂 飯山菜保子、佐々木敦子                | -                           | 菊地洋子 後藤隆幸 |
| 제3기         |                                                                              |            |                            |                              |                                                                               |                             |                   |
| 제51Q         | 全力でやってるだけなんで 전력으로 하는 것 뿐이여서                           | 高木登     | 小村方宏治                 | 小村方宏治                   | 森田史、下妻日紗子                                                            | -                           | 菊地洋子 後藤隆幸 |
| 제52Q         | オレのもんだ 내 꺼야                                                         | 入江信吾   | 松澤建一                   | 松澤建一                     | 大導寺美穂、宮川智恵子                                                        | -                           | 菊地洋子 後藤隆幸 |
| 제53Q         | ジャマすんじゃねーよ 방해하지 마                                             | 谷村大四郎 | ひいろゆきな               | ひいろゆきな                 | 窪田康高、河野真貴                                                            | -                           | 菊地洋子 後藤隆幸 |
| 제54Q         | もらっとくわ 받아 둘게                                                       | 高木登     | 京極義昭                   | 平田豊                       | 遠藤大輔                                                                      | -                           | 菊地洋子 後藤隆幸 |
| 제55Q         | オレは知らない 나는 모른다                                                   | 入江信吾   | 須之内佑典                 | 須之内佑典                   | 小谷杏子、津島桂                                                              | -                           | 菊地洋子 後藤隆幸 |
| 제56Q         | 差し出そう 내밀다                                                            | 谷村大四郎 | 京極義昭                   | 京極義昭                     | 大導寺美穂、宮川智恵子 河野真貴                                               | 石田慶一                    | 菊地洋子 後藤隆幸 |
| 제57Q         | 笑っちゃいますね 웃고 있네요                                                 | 平林佐和子 | 松澤建一                   | 松澤建一                     | 片桐貴悠、耳浦朋彰 津島桂                                                     | -                           | 後藤隆幸          |
| 제58Q         | 真の光 진정한 빛                                                             | 入江信吾   | 小村方宏治                 | 小村方宏治                   | 新野量太、森田史 下妻日紗子                                                   | -                           | 後藤隆幸          |
| 제59Q         | ナメんじゃねぇ!! 깔보지마!!                                                  | 谷村大四郎 | 須之内佑典                 | 須之内佑典                   | 小谷杏子、藤城香菜                                                            | -                           | 後藤隆幸          |
| 제60Q         | 勝つために 이기기 위해서                                                     | 平林佐和子 | ひいろゆきな               | ひいろゆきな                 | 窪田康高、片桐貴悠 斉藤美香                                                   | -                           | 菊地洋子 後藤隆幸 |
| 제61Q         | 今度こそ 이번에야말로                                                        | 入江信吾   | 寺岡巌                     | 小高義規                     | 佐藤秋子                                                                      | -                           | 後藤隆幸          |
| 제62Q         | 最高の選手です 최고의 선수예요                                               | 高木登     | 京極義昭                   | 京極義昭                     | 石井明治                                                                      | -                           | 菊地洋子 後藤隆幸 |
| 제63Q         | 青い空の日 푸른 하늘의 날                                                    | 高木登     | 多田俊介                   | 多田俊介                     | 飯山菜保子、大導寺美穂                                                        | -                           | 菊地洋子          |
| 제64Q         | …ワリィ …미안                                                                | 高木登     | ひいろゆきな               | ひいろゆきな                 | 山口飛鳥                                                                      | -                           | 菊地洋子          |
| 제65Q         | 僕らはもう 우리는 이제                                                       | 高木登     | 小村方宏治                 | 小村方宏治                   | 新野量太、下妻日紗子 高橋靖子                                                 | -                           | 菊地洋子          |
| 제66Q         | 勝利ってなんですか? 승리란 뭔가요?                                           | 高木登     | 須之内佑典                 | 須之内佑典                   | 森田史、河野真貴                                                              | -                           | 菊地洋子 後藤隆幸 |
| 제67Q         | 決勝戦試合開始（ファイナルティップオフ）!! 결승전 경기 시작(Final Tip off)!! | 谷村大四郎 | 川崎逸朗                   | 平田豊                       | 山下喜光、遠藤大輔                                                            | -                           | 菊地洋子 後藤隆幸 |
| 제68Q         | 最高じゃねーの? 최고 아니야?                                                 | 平林佐和子 | 松澤建一                   | 松澤建一                     | 宮川智恵子、津島桂 森田史                                                     | -                           | 後藤隆幸          |
| 제69Q         | 奇跡は起きない 기적은 일어나지 않아                                          | 谷村大四郎 | 松澤建一                   | いとがしんたろー             | 山口飛鳥、田畑昭                                                              | -                           | 後藤隆幸          |
| 제70Q         | 覚悟の重さ 각오의 무게                                                       | 平林佐和子 | 黒川智之                   | 京極義昭                     | 小谷杏子、藤城香菜 大導寺美穂                                                 | -                           | 菊地洋子 後藤隆幸 |
| 제71Q         | これでも必死だよ 이래 봬도 필사적이야                                        | 谷村大四郎 | 浜名孝行 川崎逸朗          | 須之内佑典                   | 窪田康高、宮川智恵子 津島桂、菊地洋子                                         | -                           | 後藤隆幸          |
| 제72Q         | 忠告だ 충고다                                                                | 平林佐和子 | 寺岡巌                     | いとがしんたろー             | 山口飛鳥                                                                      | -                           | 後藤隆幸          |
| 제73Q         | 諦めませんか 포기하지 않겠습니까                                             | 谷村大四郎 | 京極義昭                   | 京極義昭                     | 片桐貴悠、森田史 河野真貴                                                     | -                           | 菊地洋子 後藤隆幸 |
| 제74Q         | お前だったんじゃねーか 너였잖아                                              | 高木登     | 松澤建一                   | 松澤建一                     | 石井明治                                                                      | -                           | 菊地洋子 後藤隆幸 |
| 제75Q         | 何度でも 몇 번이라도                                                         | 高木登     | 小村方宏治                 | 小村方宏治                   | 新野量太、高橋靖子 大導寺美穂、森田史                                         | -                           | 菊地洋子 後藤隆幸 |
| 제75.5Q (OVA) | 最高のプレゼントです 최고의 선물입니다                                       | 入江信吾   | 亀井幹太                   | 須之内佑典                   | 藤城香菜、小谷杏子                                                            | -                           | 菊地洋子          |

## 게임
쿠로코의 농구 기적의 경기 (게임)(일본어: 黒子のバスケ キセキの試合)
반다이 남코 게임스에서 2012년 8월 9일 발매된 PSP 스포츠 육성 시뮬레이션 게임이다.
쿠로코의 농구 승리의 기적 (일본어: 黒子のバスケ 勝利へのキセキ)
반다이 남코 게임스에서 2014년 2월 20일 발매된 닌텐도 3DS용 게임이다.

## 서지 정보
- 제목 풀이는 정식 한국어판의 풀이를 따른다.
- 후지마키 타다토시《쿠로코의 농구》슈에이샤〈점프 코믹스〉기간27권. (2014년 5월 2일 기준)

| 권수 | 제목 (원제 / 정발판)                        | 초판발행일 (발매일자)    | ISBN코드 (일본어판 / 한국어판)                |
| ---- | ------------------------------------------- | ------------------------ | --------------------------------------------- |
| 1    | 黒子はボクです 제가 쿠로코입니다            | 2009年4月8日（4月3日）   | ISBN 978-4-08-874694-4 ISBN 978-89-252-6874-3 |
| 2    | おまえのバスケ 너의 농구                    | 2009年7月8日（7月3日）   | ISBN 978-4-08-874704-0 ISBN 978-89-252-7037-1 |
| 3    | 勝つために 이기기 위해                      | 2009年9月9日（9月4日）   | ISBN 978-4-08-874731-6 ISBN 978-89-252-7204-7 |
| 4    | 「勝利」ってなんですか '승리'라는 건 뭐죠?  | 2009年11月9日（11月4日） | ISBN 978-4-08-874754-5 ISBN 978-89-252-7311-2 |
| 5    | 信じてました 믿었습니다                     | 2010年1月9日（1月4日）   | ISBN 978-4-08-874789-7 ISBN 978-89-252-7447-8 |
| 6    | 嫌だ!! 싫어요!                              | 2010年4月7日（4月2日）   | ISBN 978-4-08-870024-3 ISBN 978-89-252-7576-5 |
| 7    | 始めるわよ 시작한다                         | 2010年6月9日（6月4日）   | ISBN 978-4-08-870050-2 ISBN 978-89-252-7721-9 |
| 8    | やることは決まった!! 할 일은 정해졌어!!     | 2010年8月9日（8月4日）   | ISBN 978-4-08-870089-2 ISBN 978-89-252-7818-6 |
| 9    | ウィンターカップで 윈더컵에서               | 2010年10月9日（10月4日） | ISBN 978-4-08-870115-8 ISBN 978-89-252-8122-3 |
| 10   | 始動!!! 출발!!                              | 2010年12月8日（12月3日） | ISBN 978-4-08-870151-6 ISBN 978-89-252-8266-4 |
| 11   | 誠凛高校バスケ部だ!! 세이린 고교 농구부다!! | 2011年3月9日（3月4日）   | ISBN 978-4-08-870192-9 ISBN 978-89-252-8432-3 |
| 12   | 信頼だ 신뢰다                               | 2011年5月7日（5月2日）   | ISBN 978-4-08-870222-3 ISBN 978-89-252-8884-0 |
| 13   | 今度はもう絶対に 이번에는 절대로            | 2011年7月9日（7月4日）   | ISBN 978-4-08-870258-2 ISBN 978-89-252-9006-5 |
| 14   | 今度はオレが 이번에는 내가                  | 2011年10月9日（10月4日） | ISBN 978-4-08-870295-7 ISBN 978-89-252-9166-6 |
| 15   | 信じてますから 믿으니까요                   | 2011年12月7日（12月2日） | ISBN 978-4-08-870317-6 ISBN 978-89-252-9562-6 |
| 16   | 試合終了!! 시합 종료!!                      | 2012年3月7日（3月2日）   | ISBN 978-4-08-870372-5 ISBN 978-89-252-9889-4 |
| 17   | 試合開始!! 시합 개시!!                      | 2012年4月9日（4月4日）   | ISBN 978-4-08-870404-3 ISBN 978-89-6725-129-1 |
| 18   | やっててよかったよ 하길 잘했어              | 2012年7月9日（7月4日）   | ISBN 978-4-08-870430-2 ISBN 978-89-6725-497-1 |
| 19   | 誠凛のエース 세이린의 빛                    | 2012年9月9日（9月4日）   | ISBN 978-4-08-870499-9 ISBN 978-89-6725-789-7 |
| 20   | オレは知らない 나는 몰라                    | 2012年12月9日（12月4日） | ISBN 978-4-08-870535-4 ISBN 978-89-6822-140-8 |
| 21   | 真の光 진짜 빛                              | 2013年2月9日（2月4日）   | ISBN 978-4-08-870618-4 ISBN 978-89-6822-423-2 |
| 22   | ナメんじゃねぇ!! 얕보지 마!!                | 2013年5月7日（5月2日）   | ISBN 978-4-08-870649-8 ISBN 978-89-6822-740-0 |
| 23   | 青い空の日 하늘이 파랗게 개인 날            | 2013年8月7日（8月2日）   | ISBN 978-4-08-870785-3 ISBN 978-89-6822-934-3 |
| 24   | 行こうぜ 가자                               | 2013年10月9日（10月4日） | ISBN 978-4-08-870819-5 ISBN 979-1-156-25313-6 |
| 25   | 勝利ってなんですか? 승리란 무엇인가요?      | 2013年12月9日（12月4日） | ISBN 978-4-08-870851-5 ISBN 979-1-156-25546-8 |
| 26   | 決勝戦試合開始!! 결승전 시합 개시!!         | 2014年3月9日（3月4日）   | ISBN 978-4-08-880025-7                        |
| 27   | 奇跡は起きない 기적은 일어나지 않아         | 2014年5月7日（5月2日）   | ISBN 978-4-08-880057-8                        |
| 28   | 覚悟の重さ 각오의 무게                      | 2014年7月9日（7月4日）   | ISBN 978-4-08-880136-0                        |
| 29   | 絶対止めてやる 절대 멈추다                  | 2014年9月29日（10月3日） | ISBN 978-4-08-880174-2                        |
| 30   | 何度でも 몇 번이라도                        | 2014年12月9日（12月4日） | ISBN 978-4-08-880211-4                        |

### 소설
- 후지마키 타다토시, 히라바야시 사와코 《쿠로코의 농구 Replace》, 슈에이샤〈JUMP j BOOKS〉기간4권 (2013년 8월 기준).
  1. 〈쿠로코의 농구 Replace I〉2011년 3월 4일 발매, ISBN 978-4-08-703240-6
  2. 〈쿠로코의 농구 Replace II 기적의 학원제〉2011년 12월 2일 발매, ISBN 978-4-08-703254-3
  3. 〈쿠로코의 농구 Replace III 한여름의 기적〉2012년 9월 4일 발매, ISBN 978-4-08-703275-8
  4. 〈쿠로코의 농구 Replace IV 1/6의 기적〉2013년 8월 2일 발매, ISBN 978-4-08-703298-7
  5. 〈쿠로코의 농구 Replace V 짝짝이 에이스들〉2014년 5월 2일 발매, ISBN 978-4-08-703314-4
- 한국어판
  1. 〈쿠로코의 농구 소설 - Replace - 1〉 ISBN 978-89-6822-490-4
  2. 〈쿠로코의 농구 소설 - Replace - 2〉 ISBN 979-1-156-25036-4
  3. 〈쿠로코의 농구 소설 - Replace - 3〉
  4. 〈쿠로코의 농구 소설 - Replace - 4〉
  5. 〈쿠로코의 농구 소설 - Replace - 5〉

### 도서 정보
1. ↑  “黒子のバスケ/1｜藤巻 忠俊｜ジャンプコミックス｜”. 2011년 12월 11일에 확인함.
2. ↑  “黒子のバスケ/2｜藤巻 忠俊｜ジャンプコミックス｜”. 2011년 12월 11일에 확인함.
3. ↑  “黒子のバスケ/3｜藤巻 忠俊｜ジャンプコミックス｜”. 2011년 12월 11일에 확인함.
4. ↑  “黒子のバスケ/4｜藤巻 忠俊｜ジャンプコミックス｜”. 2011년 12월 11일에 확인함.
5. ↑  “黒子のバスケ/5｜藤巻 忠俊｜ジャンプコミックス｜”. 2011년 12월 11일에 확인함.
6. ↑  “黒子のバスケ/6｜藤巻 忠俊｜ジャンプコミックス｜”. 2011년 12월 11일에 확인함.
7. ↑  “黒子のバスケ/7｜藤巻 忠俊｜ジャンプコミックス｜”. 2011년 12월 11일에 확인함.
8. ↑  “黒子のバスケ/8｜藤巻 忠俊｜ジャンプコミックス｜”. 2011년 12월 11일에 확인함.
9. ↑  “黒子のバスケ/9｜藤巻 忠俊｜ジャンプコミックス｜”. 2011년 12월 11일에 확인함.
10. ↑  “黒子のバスケ/10｜藤巻 忠俊｜ジャンプコミックス｜”. 2011년 12월 11일에 확인함.
11. ↑  “黒子のバスケ/11｜藤巻 忠俊｜ジャンプコミックス｜”. 2011년 12월 11일에 확인함.
12. ↑  “黒子のバスケ/12｜藤巻 忠俊｜ジャンプコミックス｜”. 2011년 12월 11일에 확인함.
13. ↑  “黒子のバスケ/13｜藤巻 忠俊｜ジャンプコミックス｜”. 2011년 12월 11일에 확인함.
14. ↑  “黒子のバスケ/14｜藤巻 忠俊｜ジャンプコミックス｜”. 2011년 12월 11일에 확인함.
15. ↑  “黒子のバスケ/15｜藤巻 忠俊｜ジャンプコミックス｜”. 2011년 12월 11일에 확인함.
16. ↑  “黒子のバスケ/16｜藤巻 忠俊｜ジャンプコミックス｜”. 2012년 3월 6일에 확인함.
17. ↑  “黒子のバスケ/17｜藤巻 忠俊｜ジャンプコミックス｜”. 2012년 4월 9일에 확인함.
18. ↑  “黒子のバスケ/18｜藤巻 忠俊｜ジャンプコミックス｜”. 2012년 7월 9일에 확인함.
19. ↑  “黒子のバスケ/19｜藤巻 忠俊｜ジャンプコミックス｜”. 2012년 9월 9일에 확인함.
20. ↑  “黒子のバスケ/20｜藤巻 忠俊｜ジャンプコミックス｜”. 2012년 12월 4일에 확인함.
21. ↑  “黒子のバスケ/21｜藤巻 忠俊｜ジャンプコミックス｜”. 2013년 2월 4일에 확인함.
22. ↑  “黒子のバスケ/22｜藤巻 忠俊｜ジャンプコミックス｜”. 2013년 5월 2일에 확인함.
23. ↑  “黒子のバスケ/23｜藤巻 忠俊｜ジャンプコミックス｜”. 2013년 8월 2일에 확인함.
24. ↑  “黒子のバスケ/24｜藤巻 忠俊｜ジャンプコミックス｜”. 2013년 10월 4일에 확인함.
25. ↑  “黒子のバスケ/25｜藤巻 忠俊｜ジャンプコミックス｜”. 2013년 12월 4일에 확인함.
26. ↑  “黒子のバスケ/26｜藤巻 忠俊｜ジャンプコミックス｜”. 2014년 3월 4일에 확인함.
27. ↑  “黒子のバスケ/27｜藤巻 忠俊｜ジャンプコミックス｜”. 2014년 5월 18일에 확인함.
28. ↑  “黒子のバスケ/28｜藤巻 忠俊｜ジャンプコミックス｜”. 2014년 7월 4일에 확인함.
29. ↑  “黒子のバスケ/29｜藤巻 忠俊｜ジャンプコミックス｜”. 2014년 9월 29일에 확인함.
30. ↑  “黒子のバスケ/30｜藤巻 忠俊｜ジャンプコミックス｜”. 2014년 12월 8일에 확인함.